# Borodinskij (gastronomia)
Il Borodinskij (in russo бородинский хлеб?, borodinskij chleb) è un pane russo con farina di segale, farina di frumento integrale, malto di orzo e coriandolo.

## Storia
Sono state fatte diverse ipotesi, mai confermate, sull'origine del pane. Una teoria vuole che il Borodinskij prenda il nome dalla battaglia di Borodino, avvenuta durante la campagna napoleonica in Russia. Nel corso del conflitto, uno dei carri che trainava cumino e farina di segale venne fatto saltare da un colpo di cannone. Onde evitare sprechi, alcuni presenti raccolsero le sementi cadute e ne ricavarono del pane.
La versione più famosa vuole che l'alimento venne ideato da Margarita Tučkova, vedova del generale Aleksandr Tučkov, che morì durante il conflitto di Borodino. Tučkova aprì un convento, di cui divenne badessa, sul campo di battaglia in cui morì il coniuge. Durante i lutti, le suore di quell'istituto preparavano un pane di colore scuro per rievocare solennemente il concetto di morte e lo ricoprivano di semi di coriandolo simboleggianti i proiettili delle mitraglie.
Un'altra versione attribuisce invece il pane ad Aleksandr Borodin, compositore e chimico che aveva soggiornato in Italia, dove aveva appreso le tecniche di panificazione locali. Questa teoria è ritenuta la meno probabile in quanto, in quel tempo, la segale non veniva coltivata nell'Europa meridionale.
I primi documenti che menzionano il Borodinskij risalgono al 1920. Tra la fine degli anni venti e gli inizi del decennio successivo, la domanda di pane Borodinsky.

## Descrizione
L'autentico Borodinskij deve essere composto, secondo i criteri dello standard GOST 5309-50, dall'80% di farina di segale, il 15% di farina di frumento, il 5% di malto di orzo e, a seconda della ricetta, sale, zucchero, melassa, cumino, anice o lievito. Il pane è spesso cosparso di semi di coriandolo o, più raramente, semi di cumino. Il Borodisnky si ricava da un impasto di farina, malto, coriandolo e acqua, che viene riscaldato a 96-98 °C e poi sottoposto a cottura. L'amalgama viene raffreddato a circa 63-64°C nel corso di diverse ore. Dopo che l'alimento viene raffreddato, si aggiungono gli altri ingredienti e si procede con l'acidificazione del pane.

## Varianti
Esiste una tipologia del Borodinskij, citata in un libro del 1940, che contiene il 100% da segale (85% di segale integrale e 15% di farina di segale bianca).